# 二条市場

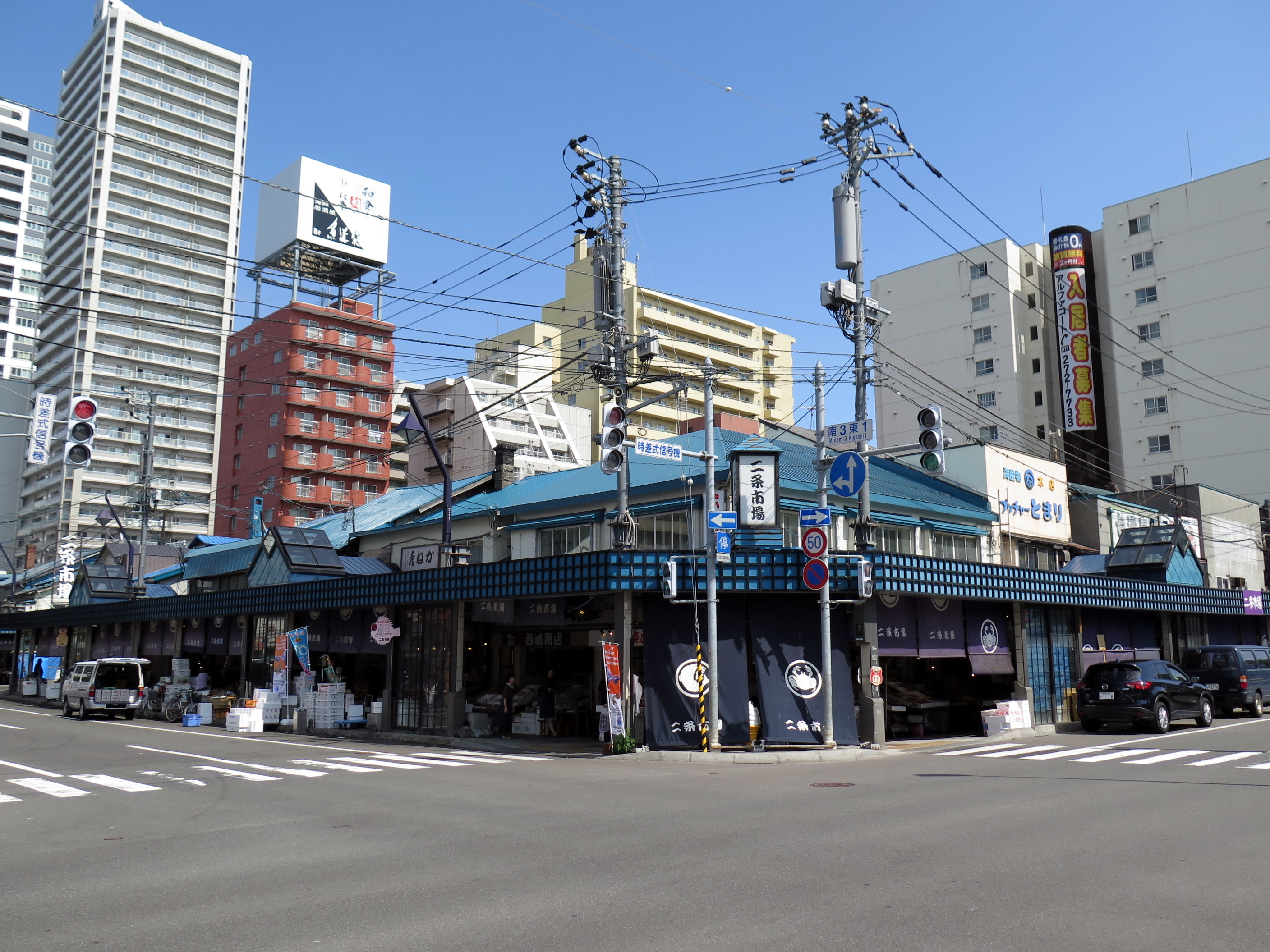
二条市場、外観

二条市場（にじょういちば）は、北海道札幌市中央区にある市場。
北海道、及び近郊で収穫された水産物・青果物・穀物など生鮮食品を販売する店舗・飲食店も設置されている。組合の名称は「札幌二条魚町商業協同組合」。「札幌市民の台所」とも呼ばれる。

## 概要

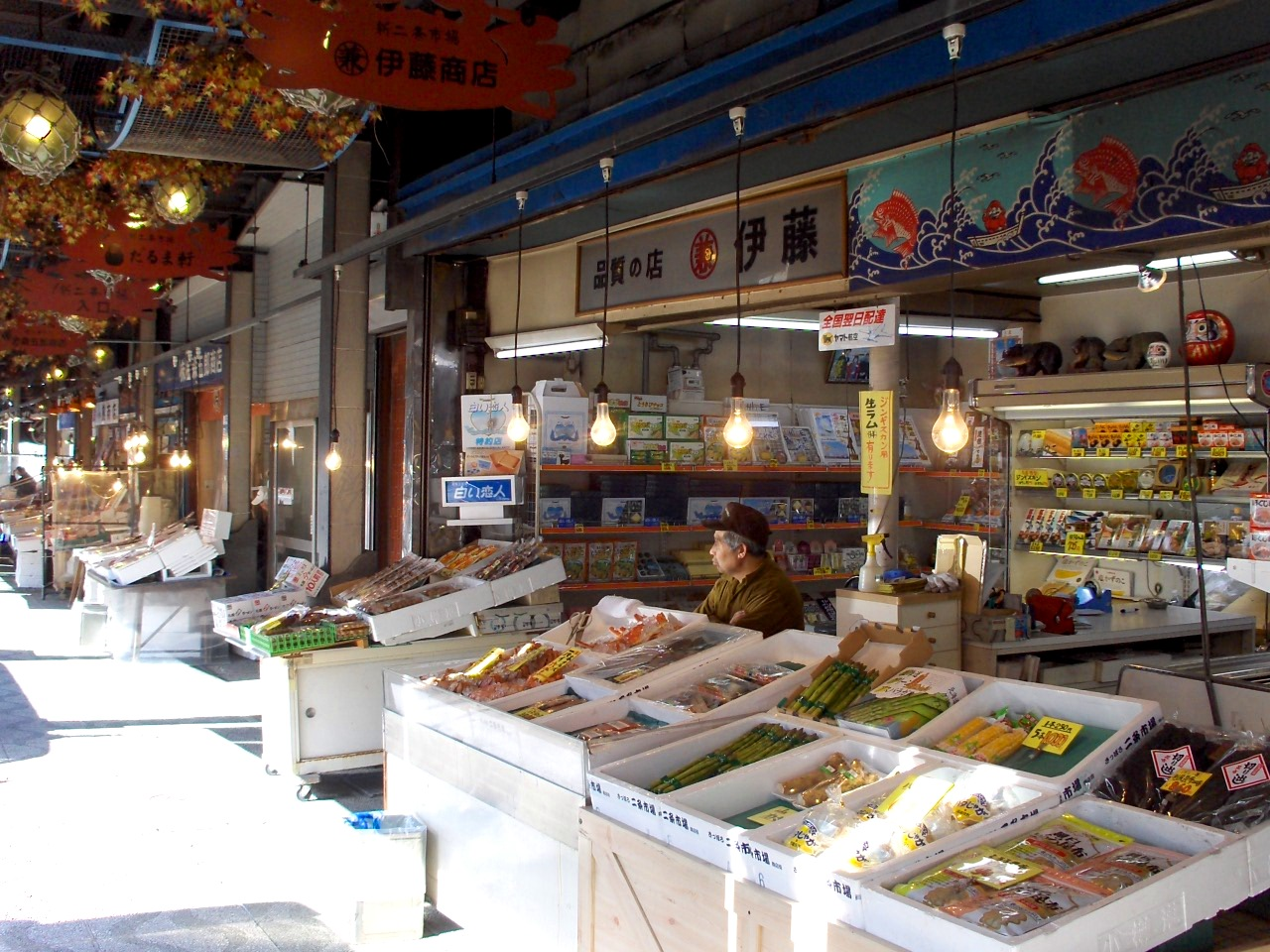
新二条市場。野菜や土産品が販売されている。

二条市場は中央区の南2条から南3条にわたって位置しており、特に南3条の市場には歩道部分の上部にアーケードがかかっている。アーケード天井部からは漁で使用される浮玉の照明が吊下げられており、店名が書かれカニの形を模した木製の板が、店ごとに設置されている。晴れの日は日光から商品の魚介類を守るため、アーケードからのれんが下げられるようになっており、群青色ののれんに二条市場と書かれているのが特徴的である。
店舗によって異なるが、市場は早朝に開店し夕方頃には徐々にシャッターが閉まる。ほとんどの店舗で札幌市中央卸売市場にて競り落とされた北海道産の魚介類が陳列・販売されており、カニやサケなどが代表的である。また、創成川通りに面した新二条市場では野菜や土産用の菓子が販売されている。
2007年に竣工したのれん横丁の入り口も創成川通りに面しており、通路を入ると各店舗の入り口がある。それぞれの店舗では独特の暖簾が製作されており、デザインは公式ホームページで閲覧することが可能である。その他、札幌市が手掛ける「創成川通アンダーパス連続化事業」では、狸小路と二条市場をつなぐ橋や広場を建設する構想も挙がっている。

## 歴史
二条市場の起源は明治時代初期より形成された「二条魚町」にさかのぼる。石狩浜で漁師を営む人々が札幌へ石狩川を上って入り、釣ってきた鮮魚をはじめとする魚介類をこの地で販売したことが始まりであったという。魚町では13の商店が存在していたため、「十三組合」と呼ばれていた。その当時は隣接する創成川を利用して訪れる、搬送船の荷物を積み下ろしをする人々と魚介類の取引を行っていた。
その後付近一帯が大火事に見舞われて焼失したが、徐々にまた新しく魚市場が建設され、1903年頃に現在ある姿の魚市場が形成され始めた。それまで札幌市中央区の南3条東1丁目周辺を拠点として栄えていたが、1910年には東2丁目にまで商店が立ち並ぶようになった。この際に建てられたはたご屋や居酒屋、そば屋などの店舗が、現在の二条市場の基礎となっている。
時代が昭和に差し掛かると、魚町は「中央市場」という名称で定着するようになった。第二次世界大戦が終結すると、市場には総菜や乾物を売る商店が徐々に建つようになり、「二条市場」の名前が一般化した。中通りには加工された食品や野菜など、魚介類以外にも多くの食品を扱う商店群「新二条市場」が完成した。
近年では1993年に改装が行われ、現在設置されている上部のアーケードが建設された。このアーケードは江戸時代の情緒や海をモチーフにしたものだという。2007年2月22日には市場の一角を利用して「札幌二条市場 のれん横丁」が完成し、通路内に十数店の居酒屋や飲食店を設けた。

## 所在地
- 北海道札幌市中央区南2・3条東1・2丁目周辺。